# Colin Marshall
Colin Marshall (sinh ngày 25 tháng 10 năm 1984) là một cầu thủ bóng đá người Scotland.

## Sự nghiệp câu lạc bộ
Colin Marshall đã từng chơi cho FC Machida Zelvia.

## Thống kê câu lạc bộ

### J.League
| Đội               | Năm       | J.League | J.League | J.League Cup | J.League Cup | Tổng cộng | Tổng cộng |
| Đội               | Năm       | Trận     | Bàn      | Trận         | Bàn          | Trận      | Bàn       |
| ----------------- | --------- | -------- | -------- | ------------ | ------------ | --------- | --------- |
| FC Machida Zelvia | 2012      | 27       | 0        | -            | -            | 27        | 0         |
| Tổng cộng         | Tổng cộng | 27       | 0        | 0            | 0            | 27        | 0         |